# Den skrattande polisen (film)
Den skrattande polisen (originaltitel: The Laughing Policeman) är en amerikansk film från 1973 med Walter Matthau i rollen som Sjöwall Wahlöös Martin Beck, här kallad Jake Martin.

## Handling
En man skjuter ihjäl samtliga passagerare på en buss, varav en är en civilklädd polis.
Filmens handling skiljer sig från bokens på ett par viktiga punkter; man har inte bara flyttat historien från Stockholm till San Francisco, utan också gjort en helt annan person till mördare.

## Om filmen
Filmen är inspelad i San Francisco. Den hade världspremiär i New York den 20 december 1973 och svensk premiär den 23 januari 1974 i Stockholm. Åldersgränsen är 15 år.

## Rollista (urval)
| Walter Matthau    | – Jake Martin     |
| Bruce Dern        | – Leo Larsen      |
| Louis Gossett Jr. | – James Larrimore |
| Albert Paulsen    | – Henry Camerero  |
| Anthony Zerbe     | – Nat Steiner     |

## Musik i filmen
- "Give Me the Simple Life", musik av Rube Bloom
- "Serenade in Blue", musik av Harry Warren
- "Ain't We Got Fun", musik av Richard A. Whiting, text av Ray Egan och Gus Kahn
- "Blue Moon", musik av Richard Rodgers
- "You'll Never Know", musik av Harry Warren
- "You Make Me Feel So Young", musik av Josef Myrow
- "I Had the Craziest Dream", musik av Harry Warren